# Абрау
Абрау е най-голямото сладководно езеро в Краснодарски край, намира се в неговата западна част на 14 км от Новоросийск. Има дължина над 2600 м, ширина около 600 м и обща площ 1,6 кв. км. Има няколко теории за възникването, основната от които е карстово пропадане. Абрау е второто по големина планинско езеро в Кавказ (след езерото Кезеноям на границата на Чеченската република и Република Дагестан).
През 1872 г., по съвети на френски винопроизводители, в околностите на езерото се засаждат лозя, което впоследствие се отразява негативно на хидрографията на самото езеро вследствие усилената ерозия на крайбрежните планински склонове. На брега на езерото е разположено селото Абрау-Дюрсо, в което се намира най-големият в Русия производител на шумящи вина. Там има и музей на руското „шампанско“.
Районът около него е популярно място за почивка и екскурзии. Водата в езерото е топла и чиста, но леко мътна. Срещат се раци.

## Температура
Езерото не замръзва дори през зимата. Минималната средна месечна температура на повърхностния воден слой в езерото край брега достига своя годишен минимум през януари, но дори тогава е положителна и е средно +0,2 °C. Бързото повишаване на температурата на водата в повърхностния слой започва през април и продължава до края на юли. Максималната средна месечна температура на водата достига средно 24,8 °C, а от август водата започва постепенно да се охлажда. Абсолютната максимална температура на повърхностния воден слой е регистрирана през 1954 г. и достига 29,8 °C.